# 阔筋膜张肌

前臀部肌肉

阔筋膜张肌（tensor fasciae latae），股部（又叫大腿）的深筋膜较为发达，特称阔筋膜。阔筋膜外侧特别厚，形成一条扁袋状结构，叫骼胫束。其位于股部外侧面，上端附于骼嵴前部，下端止于胫骨外侧踝。而骼胫束上份又分为浅深两层，之间包住一块肌，就是阔筋膜张肌。此肌上端起于骼前上棘，下端移行于骼胫束，它收缩时紧张骼胫束，并可屈髋关节。同时其也是临床常选用的骼胫束瓣或肌皮瓣的供体。